# Allium glandulosum
Allium glandulosum är en amaryllisväxtart som beskrevs av Heinrich Friedrich Link och Christoph Friedrich Otto. Allium glandulosum ingår i släktet lökar, och familjen amaryllisväxter. Inga underarter finns listade i Catalogue of Life.